# جان بنجامین مورفی
جان بنجامین مورفی (انگلیسی: John Benjamin Murphy؛ ‏ ۲۱ دسامبر ۱۸۵۷ – ۱۱ اوت ۱۹۱۶) پزشک و جراح ایرلندی‌تبار اهل ایالات متحده آمریکا بود که به دلیل طرفداری از مداخله جراحی زودهنگام در آپاندکتومی آپاندیسیت حاد، و چندین نام‌بخش همچون تنقیهٔ مورفی، دکمهٔ مورفی، مشت مورفی، نشانه مورفی و «استخوان‌سُر مورفی-لین» شهرت دارد. امروزه نام او بیشتر به خاطر نشانه مورفی که در ارزیابی بیماران مبتلا به کوله سیستیت حاد استفاده می‌شود در یادها مانده است. دایرهٔ فعالیت‌های او شامل جراحی عمومی، ارتوپدی، جراحی مغز و اعصاب و جراحی قفسه سینه بود که به او کمک کرد تا در حرفه جراحی شهرت بین‌المللی پیدا کند. ویلیام جیمز میو، یکی از بنیانگذاران مایو کلینیک، او را «نابغه جراحی نسل ما» نامید. وی یکی از بنیان‌گذاران «انجمن جراحان آمریکا» بود.
وی در طول زندگی حرفه‌ای خود به عنوان یک جراح، یک پزشک، یک معلم، یک مبتکر و یک نویسنده شهرت داشت. وی علاوه بر عمل‌های جراحی عمومی مانند آپاندکتومی، کوله‌سیستوستومی، برداشتن روده برای درمان انسداد آن و ماستکتومی، اقدامات ابتکاری در زمینه جراحی مغز و اعصاب، ارتوپدی، زنان، اورولوژی، جراحی پلاستیک، جراحی قفسه سینه و جراحی عروق را انجام و تشریح کرد. او همچنین به تکنیک‌هایی مانند ترمیم عصب، آرتروپلاستی، پروستاتکتومی، نفرکتومی، هیسترکتومی، پیوند استخوان و توراکوپلاستی پرداخت.
او دانش‌آموختهٔ رشتهٔ پزشکی در سال ۱۸۷۶ در کالج پزشکی راش بود و پس از فارغ‌التحصیلی مدت کوتاهی در آمریکا طبابت کرد. سپس به اروپا رفت و مدتی در وین، مونیخ و هایدلبرگ در بیمارستان‌ها و دانشگاه‌های مختلف کار کرد و در وین همکار تئودور بیلروت بود که روشی نوین را برای گاسترکتومی ارائه کرد که امروزه هم از آن استفاده می‌شود. وی سپس به شیکاگو بازگشت و کار طبابت و جراحی را در آنجا ادامه داد. در جریان سوءقصد به جان تئودور روزولت رئیس‌جمهور ایالات متحده آمریکا در میلواکی، روزولت را به «بیمارستان مرسی شیکاگو» بردند و در آنجا مورفی بر بالین او حاضر شد و از رئیس‌جمهور پرسید آیا دلهره و ترسی از عواقب این زخم گلوله دارد یا خیر و روزولت پاسخ داد: «دکتر، من آنقدری در طول زندگی‌ام شکار کردم، دکتر تا بدانم که شما نمی‌توانید یک موس نر بزرگ را با یک اسلحه کوچک بکشید.»
مورفی خود مردی قدبلند و قوی‌بنیه با ریش و سبیلی قرمز بود. و از سال ۱۸۹۵ تا زمان مرگش، جراح ارشد بیمارستان مرسی شیکاگو بود.